# Fünf Freunde (Film)
Fünf Freunde ist ein deutscher Spielfilm aus dem Jahr 2012. Als Drehbuchvorlage diente der Band Fünf Freunde auf der Felseninsel aus der Kinderbuchserie Fünf Freunde von Enid Blyton, der jedoch weitgehend erweitert und umgearbeitet wurde, so dass im Grunde eine neue Geschichte entstand. Die Regie führte Mike Marzuk. Deutscher Kinostart war der 26. Januar 2012. Die Dreharbeiten fanden in Schleswig und Umgebung statt.

## Handlung

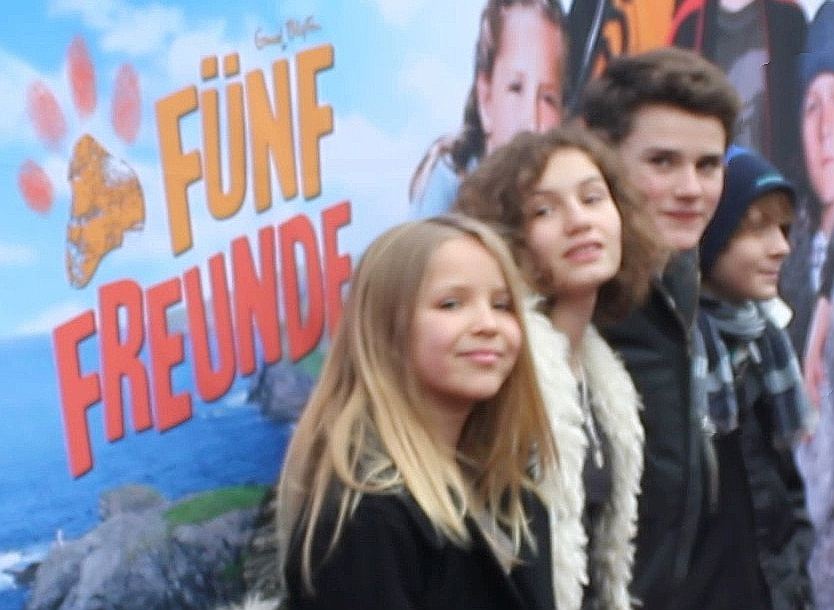
Die Darsteller von Anne, George, Julian und Dick

George, die eigentlich Georgina heißt, aber lieber ein Junge wäre, bekommt in den Ferien Besuch von ihren Cousins Julian und Dick sowie ihrer Cousine Anne. Das eigenbrötlerische Mädchen hat eigentlich gar keine Lust auf diesen erzwungenen Familienanschluss. Lieber würde sie mit ihrem Vater Quentin auf die Felseninsel fahren, wo dieser in seinem Geheimlabor weiter die  technische Nutzung der Photosynthese zur Energiegewinnung entwickeln möchte. 
Erst als die drei Feriengäste Georges Hund Timmy in einer Höhle aus einer Falle befreien, freundet sie sich doch mit ihnen an. In dieser Höhle entdecken sie ein Versteck mit einem Funkgerät und hören ein Gespräch ab, das darauf schließen lässt, dass Georges Vater entführt und seine Erfindung geklaut werden soll. Als sie mit den Dorfpolizisten wieder vor Ort eintreffen, sind alle Spuren beseitigt. Daher müssen die vier Kinder zusammen mit ihrem tierischen Freund Timmy die Ermittlungen auf eigene Faust weitertreiben. In deren Verlauf geraten verschiedene Personen in – falschen – Verdacht, bevor in einem fulminanten Finale auf der Felseninsel die wahren Gangster, die beiden Dorfpolizisten Hansen und Peters und Georges Nachbarin Frau Miller, überwältigt werden und Quentins Erfindung für die Nachwelt gerettet werden kann.

## Hintergrund

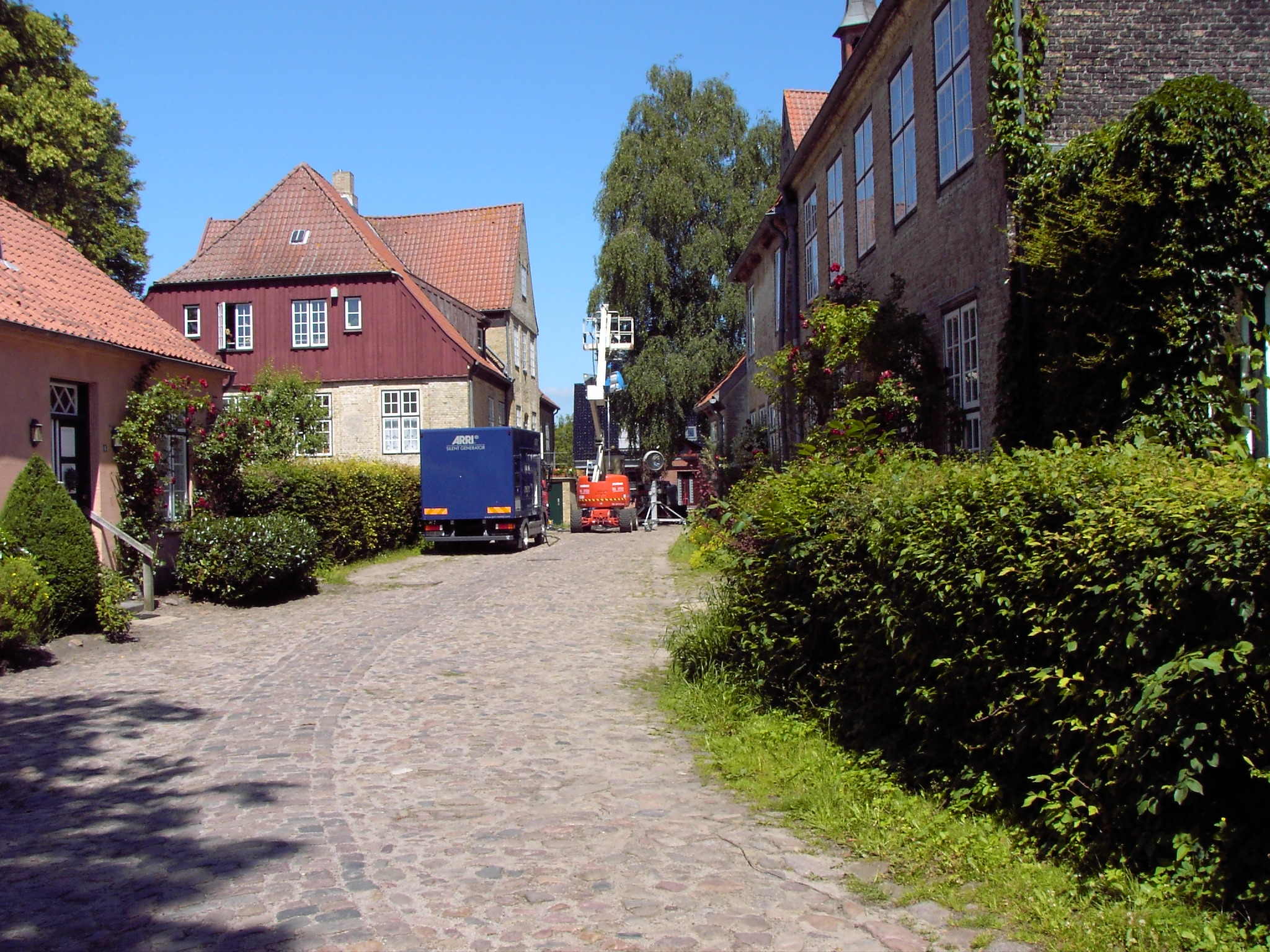
Filmset beim Schleswiger St.-Johannis-Kloster

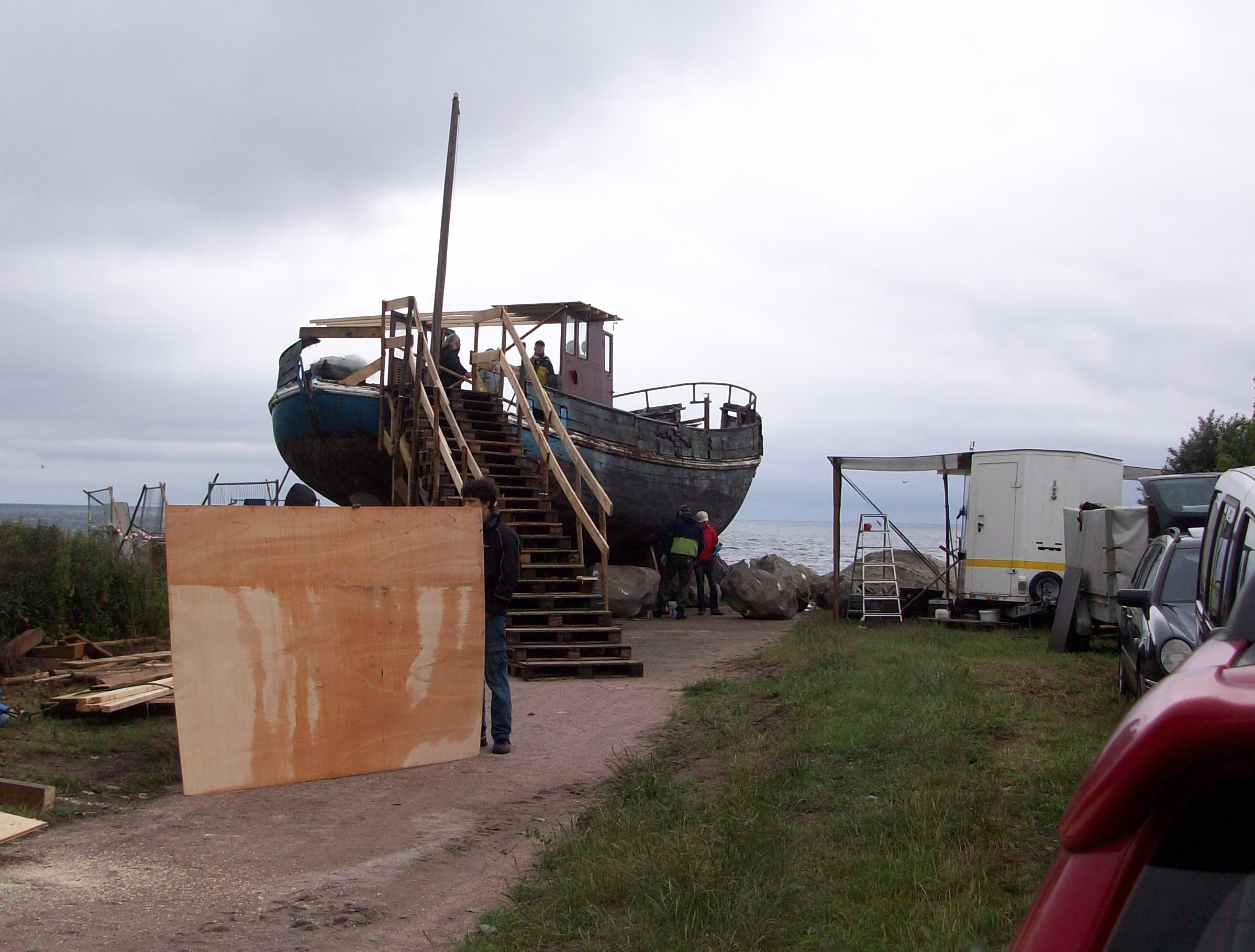
Drehset des Films Fünf Freunde auf dem Darß, Sommer 2011

Der Film wurde von SamFilm aus München produziert. Das Drehbuch schrieben Sebastian Wehlings und Peer Klehmet. Es entstand nach Motiven aus Fünf Freunde erforschen die Schatzinsel und Fünf Freunde auf der Felseninsel und zeigt damit Ähnlichkeiten zur Umsetzung der ersten Geschichte der Serienverfilmung der Fünf Freunde aus den 1970er Jahren. Genauso wie in dieser lernen die Kinder sich bei einem Abenteuer das auf Fünf Freunde auf der Felseninsel basiert kennen, wobei die Serienverfilmung sich stärker am Buch orientiert. Das eigentliche Abenteuer von Fünf Freunde erforschen die Schatzinsel diente später als Basis von Fünf Freunde 3.
Mitte Mai 2011 begannen die ersten Vorbereitungen für den Dreh in Schleswig auf dem dortigen Holm. Eine Vorhut des Filmteams bezog Räumlichkeiten der Schleswiger Freiheit als Produktionsbüro. Des Weiteren wurden im regionalen Raum Hilfskräfte für die Filmproduktion angeworben. Daneben wurde an einer Ostsee-Steilküste in Mecklenburg-Vorpommern, auf dem Darß gedreht, wie auch darauf folgend in Bayern. Der Film wurde noch vor seinem Kinostart in die Vorauswahl für den Deutschen Filmpreis (2012) aufgenommen. Fünf Freunde hatte am 22. Januar seine Premiere in München und kam am 26. Januar 2012 in die deutschen Kinos. Am 28. Januar fand zusätzlich eine Norddeutschland-Premiere in Schleswig statt (auch als Schleswig-Premiere bezeichnet), zu der unter anderem alle 200 Komparsen eingeladen waren.
Marcus Harris, der Darsteller des Julian aus der Serienverfilmung Fünf Freunde aus den 1970er Jahren, hat im Film einen Cameo-Auftritt als Concierge. Die Kinderdarsteller wurden in einigen Szenen gedoubelt, da die tägliche Drehzeit für Kinder auf wenige Stunden begrenzt ist.
Der Film kommt im Verleih der Constantin Film in die deutschen Kinos. Da der Film in drei verschiedenen Bundesländern gedreht wurde, erhielt er entsprechend Filmförderungsgelder aus diesen Ländern.
Mit dem Film erschienen auch das Filmbuch, das auf dem Drehbuch des Films basiert, sowie ein Hörspiel zum Film, das von der Hörspielproduktion Europa hergestellt wird.
Der Film hatte bis Ende Januar 2012 rund 173.000 Kinobesucher, im Juni 2012 wurde die Marke von einer Million Zuschauern überschritten.

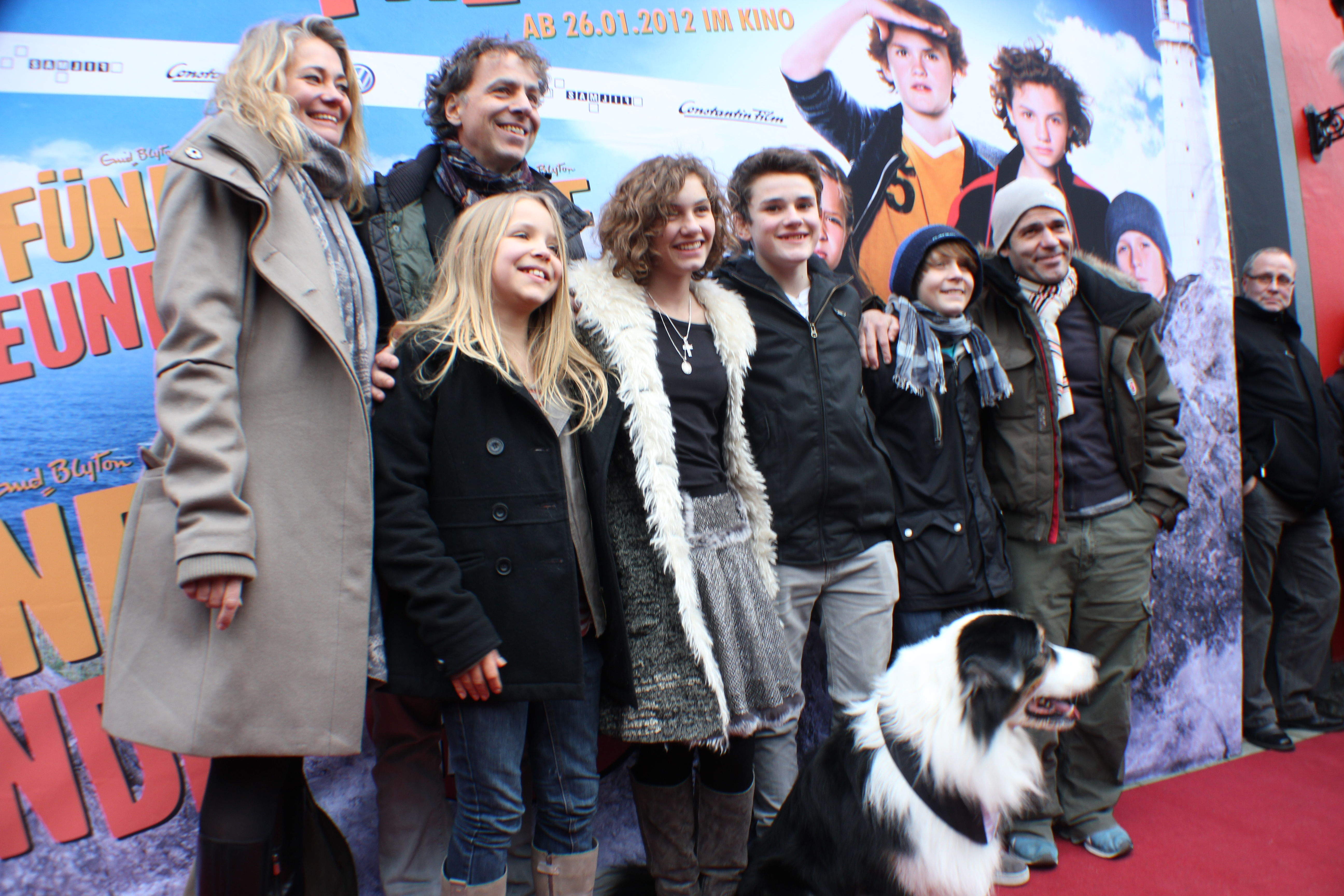
Produzenten, Darsteller, Regisseur sowie der Hund Coffey bei der Schleswigpremiere

Im Jahr 2012 wurde Fünf Freunde in Essen bei den 29. Kinderfilmtagen Ruhrgebiet von der Kinderjury mit der Emmi für den besten deutschen Kinderfilm ausgezeichnet.

## Kritiken
- Kino.de bezeichnet den Film als „behutsam modernisiert“, es sei „der brave, altmodische Charme beibehalten“ worden. „Der Geist von Enid Blytons Vorlagen“ bleibe gewahrt, „fünf- bis zwölfjährige Jungen und Mädchen können sich [mit dem Film] bestens identifizieren“.[15]
- Cinefacts bezeichnet die Figuren als „als ernstzunehmende und interessante Charaktere gezeichnet“. Der Film sei „Spannend, witzig und erfrischend zeitgemäß“.[3]
- Moviemaze.de meint, „dass das Produkt hinter den Erwartungen zurückbleibe“. Die Handlung „bleibe jedoch (zu) simpel und kindgerecht konfliktfrei“, wodurch wenig Spannung aufkomme. Es gebe „eine […] Flut dumm-dusseliger Figuren“. „Der Nostalgietrip [gerate] somit zuweilen eher zur Funtour“.[4]

## Fortsetzungen
Am 10. April 2012 kündigte der Filmverleih Constantin Film eine Fortsetzung, Fünf Freunde 2 an. Die Dreharbeiten erfolgten noch im Sommer 2012 und der Film kam in Folge am 31. Januar 2013 in die Kinos. Des Weiteren gab Constantin Film am 27. Juli 2013 bekannt, dass die Dreharbeiten zu Fünf Freunde 3, mit denselben Hauptdarstellern, mit Ausnahme des Hundes Coffey, der auf Grund von Schwierigkeiten im Vorfeld der Produktion ausgetauscht wurde, im Juni 2013 in Thailand begonnen haben. Der Film startete in den deutschen Kinos am 16. Januar 2014. Nach dem Erfolg von Teil 3 produzierte Constantin Film eine weitere Fortsetzung, Fünf Freunde 4, die am 29. Januar 2015 in die deutschen Kinos kam. Mike Marzuk führte bei allen Fortsetzungen ebenfalls Regie. 2018 folgte mit Fünf Freunde und das Tal der Dinosaurier der fünfte Teil.